# (39201) 2000 XN12
(39201) 2000 XN12 est un astéroïde de la ceinture principale d'astéroïdes de 2,135 km de diamètre découvert en 2000.

## Description
(39201) 2000 XN12 a été découvert le 4 décembre 2000 à l'observatoire Magdalena Ridge, situé dans le comté de Socorro, au Nouveau-Mexique (États-Unis), par le projet Lincoln Near-Earth Asteroid Research (LINEAR).

### Caractéristiques orbitales
L'orbite de cet astéroïde est caractérisée par un demi-grand axe de 2,37 ua, un périhélie de 2,06 ua, une excentricité de 0,13 et une inclinaison de 6,23° par rapport à l'écliptique. Du fait de ces caractéristiques, à savoir un demi-grand axe compris entre 2 et 3,2 ua et un périhélie supérieur à 1,666 ua, il est classé, selon la JPL Small-Body Database, comme objet de la ceinture principale d'astéroïdes.

### Caractéristiques physiques
(39201) 2000 XN12 a une magnitude absolue (H) de 14,8 et un albédo estimé à 0,560, ce qui permet de calculer un diamètre de 2,135 km. Ces résultats ont été obtenus grâce aux observations du Wide-Field Infrared Survey Explorer (WISE), un télescope spatial américain mis en orbite en 2009. Celui-ci était chargé d'observer  l'ensemble du ciel dans l'infrarouge. Ses images ont été publiées en 2011 dans un article présentant les premiers résultats concernant les astéroïdes de la ceinture principale.